# Royal Institution of Cornwall

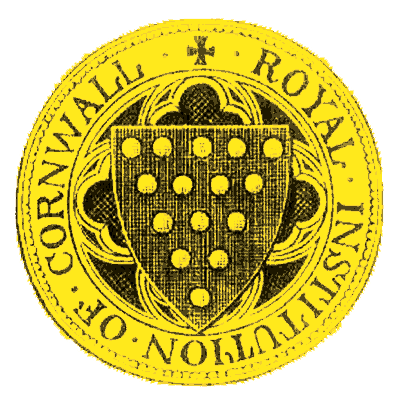
A logó az Cornwalli Királyi Intézet.

A Royal Institution of Cornwall (magyarul Cornwalli Királyi Intézet) (RIC) Cornwall Literaly and Philosophical Institution (magyarul Cornwalli Irodalmi és Filozófiai Intézet) néven 1818-ban Truróban alakult. Az intézet a hét meglévő angliai és wales-i hasonló intézmény közül a legrégebbiek között van. Jelenlegi helyére, a River Streetre, a Truro Savings Bank helyére 1919-ben költözött. Mai nevét 1821-ben vette fel, mikor királyi támogatást szerzett.
Ez az intézmény birtokolja és irányítja a Royal Cornwall Museumot, melynek állandó kiállítása van Cornwall történelméről az őskortól napjainkig. Ugyanígy megtalálhatóak itt a természetrajzi emlékek is. Kiemelkedő a gyűjteménye az ásványi anyagok, a kerámiák és a szépművészet terén.
Ezen felül ez a szervezet kezeli a Courtney Könyvtárat, melynek körülbelül 50.000 nyomtatott dokumentuma, 35.000 kézirata és dokumentációja, 1798-ból származó újságja, nyomtatott térképe, periodikái, metszetei vannak. Specialitása a családtörténet és a helyi történelem.

## Külső hivatkozások
- A RIC honlapja
- Jelenlegi régészeti információk
- Önkormányzati információk
- A Scholarly Societies Project információi